# Libythea
Libythea es un género de mariposas ninfálidos. Son grandes voladores y pueden realizar migraciones.

## Libythea
- Fuente: The higher classification of Nymphalidae, at Nymphalidae.net

Subfamilia Libytheinae Boisduval, 1833
- Libythea Fabricius, 1807 ( = Hecaerge Ochsenheimer, 1816; = Chilea Billberg, 1820; = Hypatus Hübner, 1822; = Libythaeus Boitard, 1828; = Dichora Scudder, 1889)
  - Libythea geoffroy Godart, 1824
    - Libythea geoffroy geoffroy Godart, 1824
    - Libythea geoffroy alompra Moore, 1901 ( = Libythea hauxwelli Moore, 1901)
    - Libythea geoffroy antipoda Boisduval, 1859 ( = Libythea quadrinotata Butler, 1877)
    - Libythea geoffroy bardas Fruhstorfer, 1914
    - Libythea geoffroy batchiana Wallace, 1869
    - Libythea geoffroy celebensis Staudinger, 1859
    - Libythea geoffroy ceramensis Wallace, 1869
    - Libythea geoffroy deminuta Fruhstorfer, 1910
    - Libythea geoffroy genia Waterhouse, 1938
    - Libythea geoffroy howarthi Peterson, 1968
    - Libythea geoffroy maenia Fruhstorfer, 1902 ( = Libythea geoffroy eugenia Fruhstorfer, 1910)
    - Libythea geoffroy nicevillei Olliff, 1891
    - Libythea geoffroy orientalis Godman & Salvin, 1888
    - Libythea geoffroy philippina Staudinger, 1889
    - Libythea geoffroy pulchra Butler, 1882 ( = Libythea neopommerana Pagenstecher, 1896)
    - Libythea geoffroy sumbensis Pagenstecher, 1896

  - Libythea collenettei Poulton & Riley, 1928
  - Libythea narina Godart, 1819
    - Libythea narina narina Godart, 1819 ( = Libythea hatami Kenrick, 1911)
    - Libythea narina canuleia Fruhstorfer, 1910
    - Libythea narina luzonica Semper, 1889
    - Libythea narina nahathaka Fruhstorfer, 1914
    - Libythea narina neratia Felder, 1864
    - Libythea narina rohini Marshall, 1880 ( = Libythea libera de Niceville, 1890; = Libythea hybrida Martin, 1896; = Libythea tibera Pagenstecher, 1902)
    - Libythea narina sangha Fruhstorfer, 1914
    - Libythea narina sumbawana Fruhstorfer, 1914

  - Libythea labdaca Westwood & Hewitson, 1851
    - Libythea labdaca labdaca Westwood & Hewitson, 1851 ( = Libythea labdaca werneri Fruhstrofer, 1903)
    - Libythea labdaca ancoata Grose-Smith, 1891
    - Libythea labdaca laius Trimen, 1879 ( = Libythea labdaca cinyras Trimen, 1866; = Libythea labdaca lepitoides Moore, 1901; = Libythea labdaca tsiandava Grose-Smith, 1891)

  - Libythea myrrha Godart, 1819
    - Libythea myrrha myrrha Godart, 1819
    - Libythea myrrha borneensis Fruhstorfer, 1914
    - Libythea myrrha carma Fruhstorfer, 1914
    - Libythea myrrha hecura Fruhstorfer, 1914
    - Libythea myrrha myrrhina Fruhstorfer, 1910
    - Libythea myrrha rama Moore, 1872
    - Libythea myrrha sanguinalis Fruhstorfer, 1898
    - Libythea myrrha thira Fruhstorfer, 1914
    - Libythea myrrha yawa Fruhstorfer, 1914

  - Libythea celtis (Fuessly, 1782) (nombre original = Papilio celtis Fuessly, 1782)
    - Libythea celtis celtis (Fuessly, 1782)
    - Libythea celtis amamiana Shirozu, 1956
    - Libythea celtis celtoides Fruhstorfer, 1909
    - Libythea celtis chinensis Fruhstorfer, 1909
    - Libythea celtis formosana Fruhstorfer, 1909
    - Libythea celtis lepita Moore, 1857
    - Libythea celtis sophene Fruhstorfer, 1914

  - Libythea cinyras Trimen, 1866